# New Smyrna Speedway
New Smyrna Speedway est un circuit automobile ovale d'une longueur de 1/2 mille (environ 0,8 km) situé à Samsula près de New Smyrna Beach en Floride aux États-Unis. Le circuit est opérationnel depuis 1964.

## Présentation

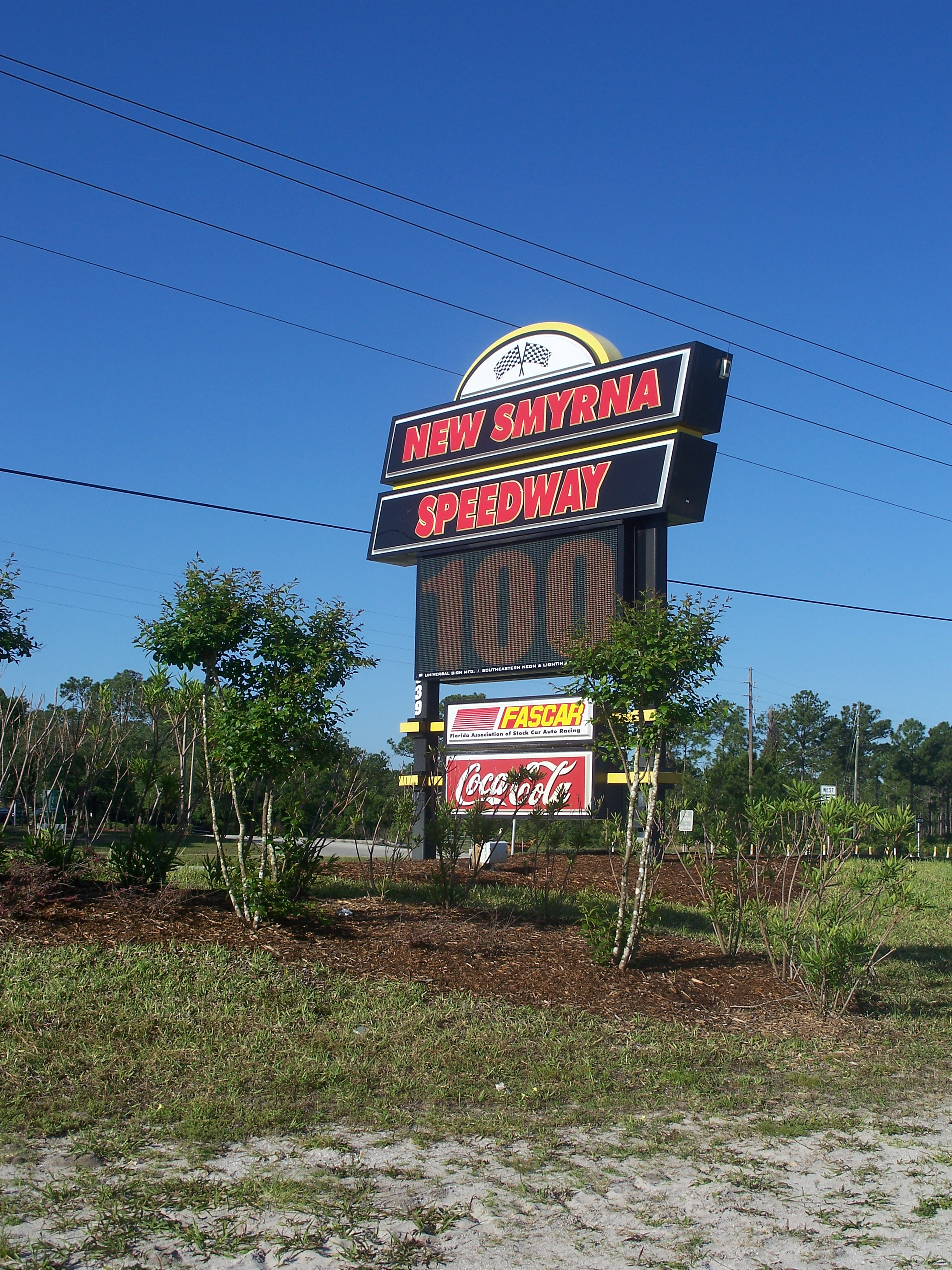
New Smyrna Speedway's sign

New Smyrna Speedway présente chaque année en février les World Series of Asphalt Stock Car Racing qui consiste en neuf soirées consécutives de courses et qui a vu plusieurs grands noms de la NASCAR y participer, parmi lesquels, Ryan Newman, Tony Stewart, Kyle Busch, Mark Martin et Geoff Bodine. Le québécois Martin Latulippe a été sacré champion des World Series en 2011.
New Smyrna Speedway présente aussi en novembre la course Florida Governor's Cup 200 considérée comme la plus prestigieuse course Super Late Model en Floride et qui attire l'élite nationale du stock-car sur courte piste.
Repavée en 2007, des équipes Nascar de la Sprint Cup et autres séries Nascar y font des essais en vue de courses à Martinsville, Richmond ou Phoenix.